# Semiothisa diarmodia
Semiothisa diarmodia là một loài bướm đêm trong họ Geometridae.